# Johann Kupetzky

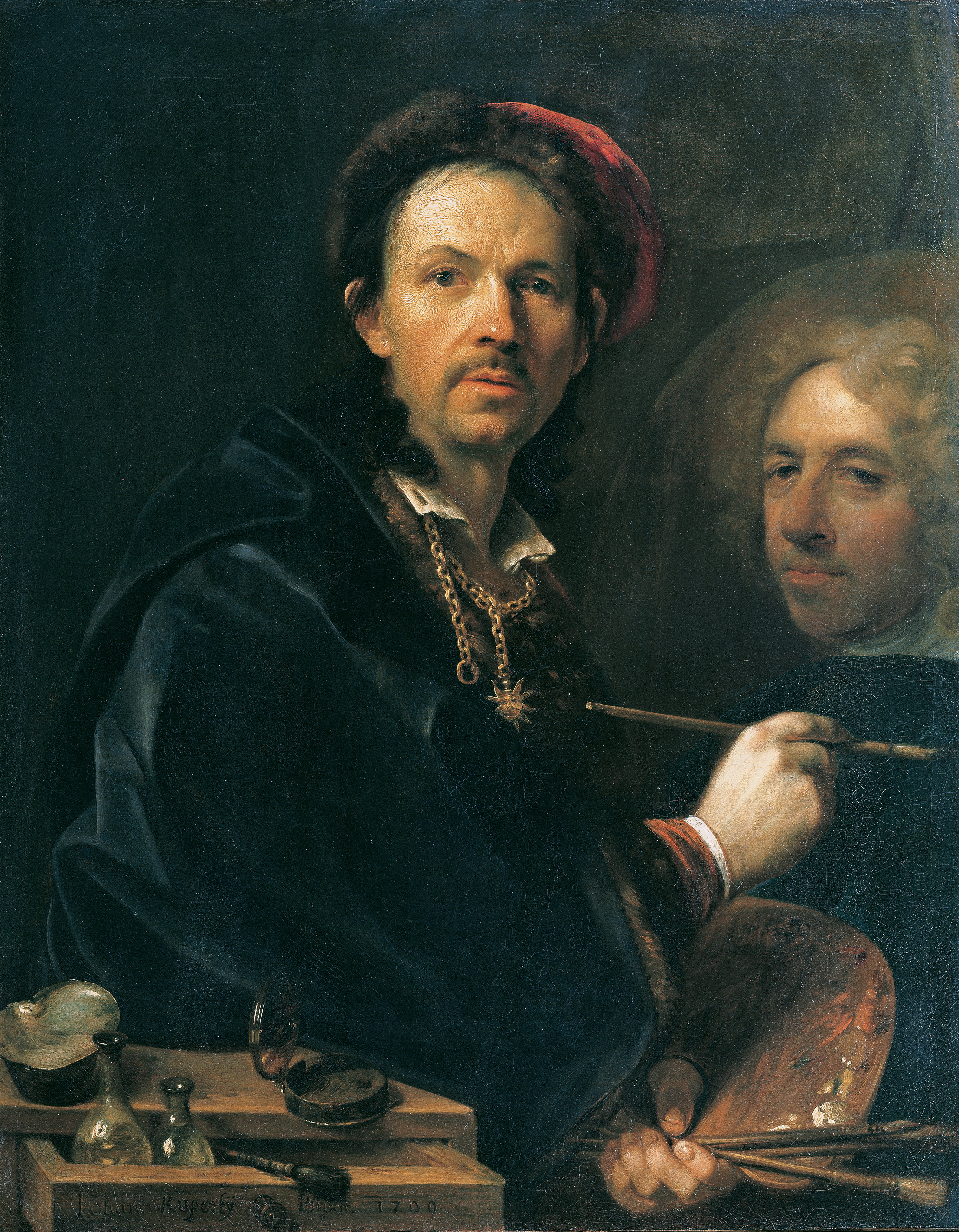
Selbstbildnis an der Staffelei, 1709, Belvedere, Wien

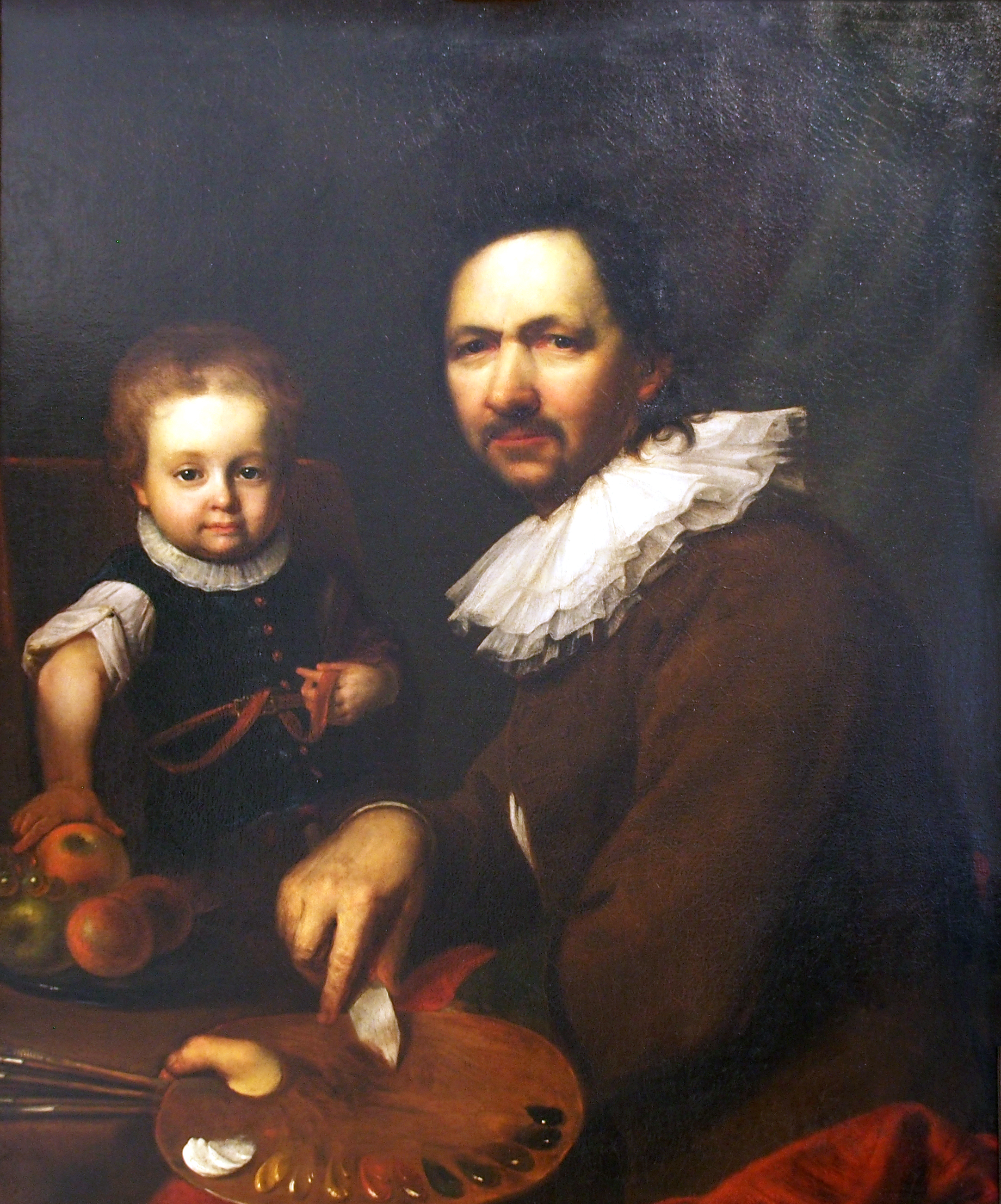
Selbstporträt mit Tochter (1713)

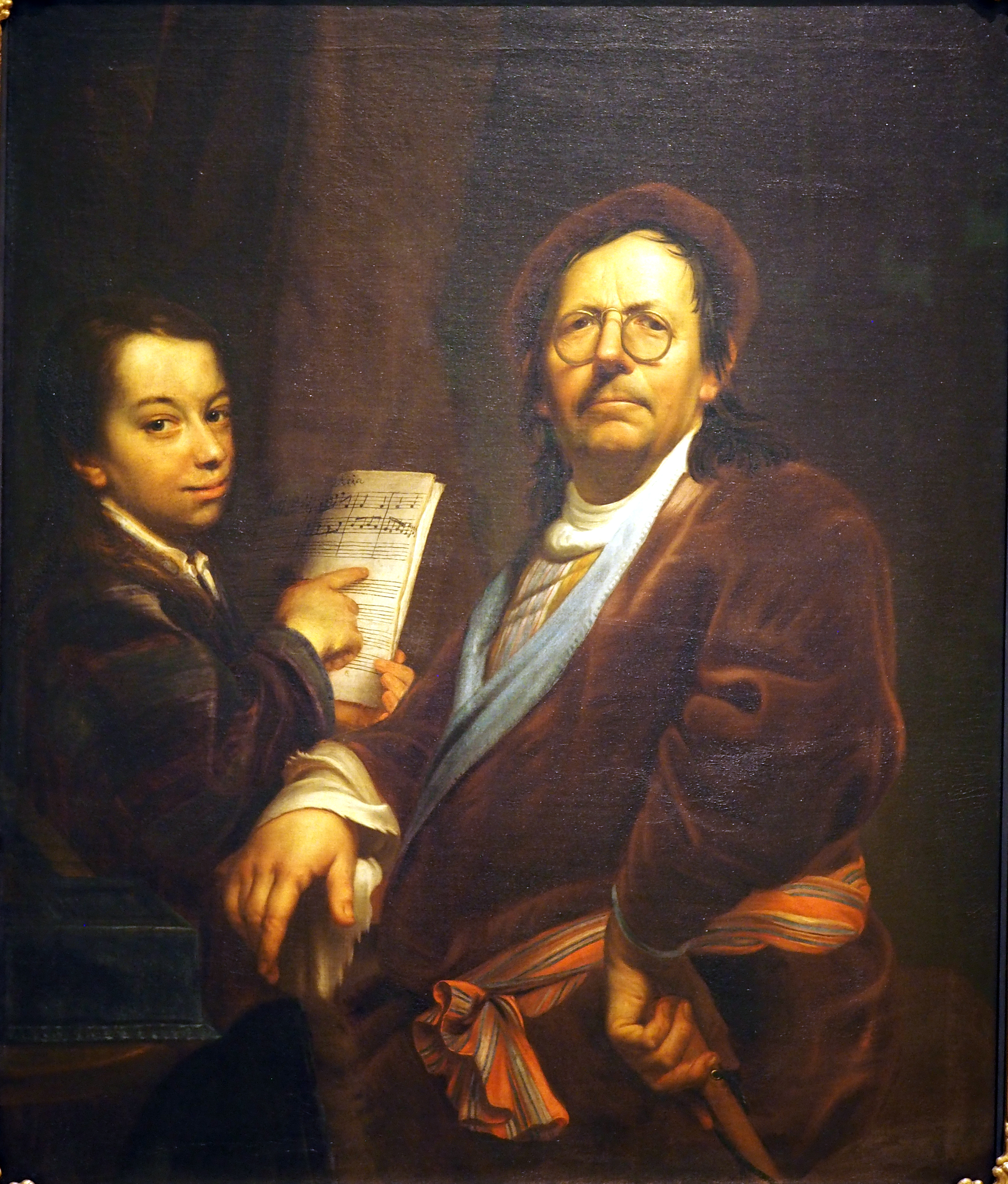
Selbstporträt mit Sohn Christian Johann Friedrich, um 1725/30

Johann Kupetzky, auch Johann Kupecky, Kupezky oder tschechisch Jan Kupecký (* wahrscheinlich 1667 in Bazin/Bösing, Königreich Ungarn, heute Pezinok, Slowakei; † 16. Juli 1740 in Nürnberg) war ein böhmischer Porträtmaler des Barock.

## Leben
Johann Kupetzky stammte aus einer tiefreligiösen Weberfamilie. Seine Eltern gehörten den Böhmischen Brüdern an, die wegen ihres Glaubens in das Königreich Ungarn (heutige Slowakei) flüchteten. Dort wuchs Kupetzky auf und erhielt auch seinen ersten künstlerischen Unterricht. Im Frühjahr 1682 ging Kupetzky in die Schweiz, um in Luzern Malerei zu studieren. Einige Jahre später studierte er an der Wiener Akademie. Von seinen dortigen Lehrern unterstützt, unternahm Kupetzky um 1685 eine Studienreise nach Italien. In Rom arbeitete er über 22 Jahre als Maler. Sein künstlerisches Schaffen aus diesen Jahren umfasst neben Historienbildern und Landschaftsbildern auch bereits viele Porträts, für welche er später einen hohen Bekanntheitsgrad erhalten sollte.
Um 1708/09 kehrte Kupetzky, einer Berufung des Fürsten Adam von Liechtenstein folgend, nach Österreich zurück und ließ sich in Wien nieder. Durch seine Porträts wurde er bald zum Günstling der Kaiser Leopold I. und Joseph I. und damit auch des gesamten Wiener Adels. Dies rief Neider auf den Plan, wobei Kupetzky über seine Konfession leicht angreifbar war. Anfechtungen wegen seines Glaubens vertrieben Kupetzky 1723 letztendlich aus Wien und er ließ sich in Nürnberg nieder.
Die Porträts, die Kupetzky geschaffen hatte und in denen sich sein hohes malerisches Können und psychologisches Erfassen der porträtierten Persönlichkeit vereinen, wurden nicht zuletzt auch durch ihre Wiedergaben in der Druckgrafik berühmt.
In Wien, wo er lange gelebt hatte, wurde 1953 die Kupetzkygasse nach dem Künstler benannt.

## Schüler
Zahlreiche Draperien in den Werken von Johann Kupetzky stammen aus der Hand von Gabriel Müller, Beiname Kupetzky-Müller, der als der beste Schüler von Kupetzky galt. Weitere Schüler waren Joh. Andreas Brendel, Samuel Gottlieb Hanrich, Johann Noah von Bemmel, Franz Ignaz Roth und Conrad Mannlich.

## Bedeutung
Kupetzky zählte zu den besten Porträtisten seiner Zeit. Seinem Vorbild Rembrandt konnte Kupetzky nicht in allem folgen. Seine Farbgebung wirkt heute etwas schwer, entsprach aber ganz der Mode seiner Zeit. Sein umfangreiches Lebenswerk schätzt man auf rund 15.000 Bilder.

## Werke (Auswahl)

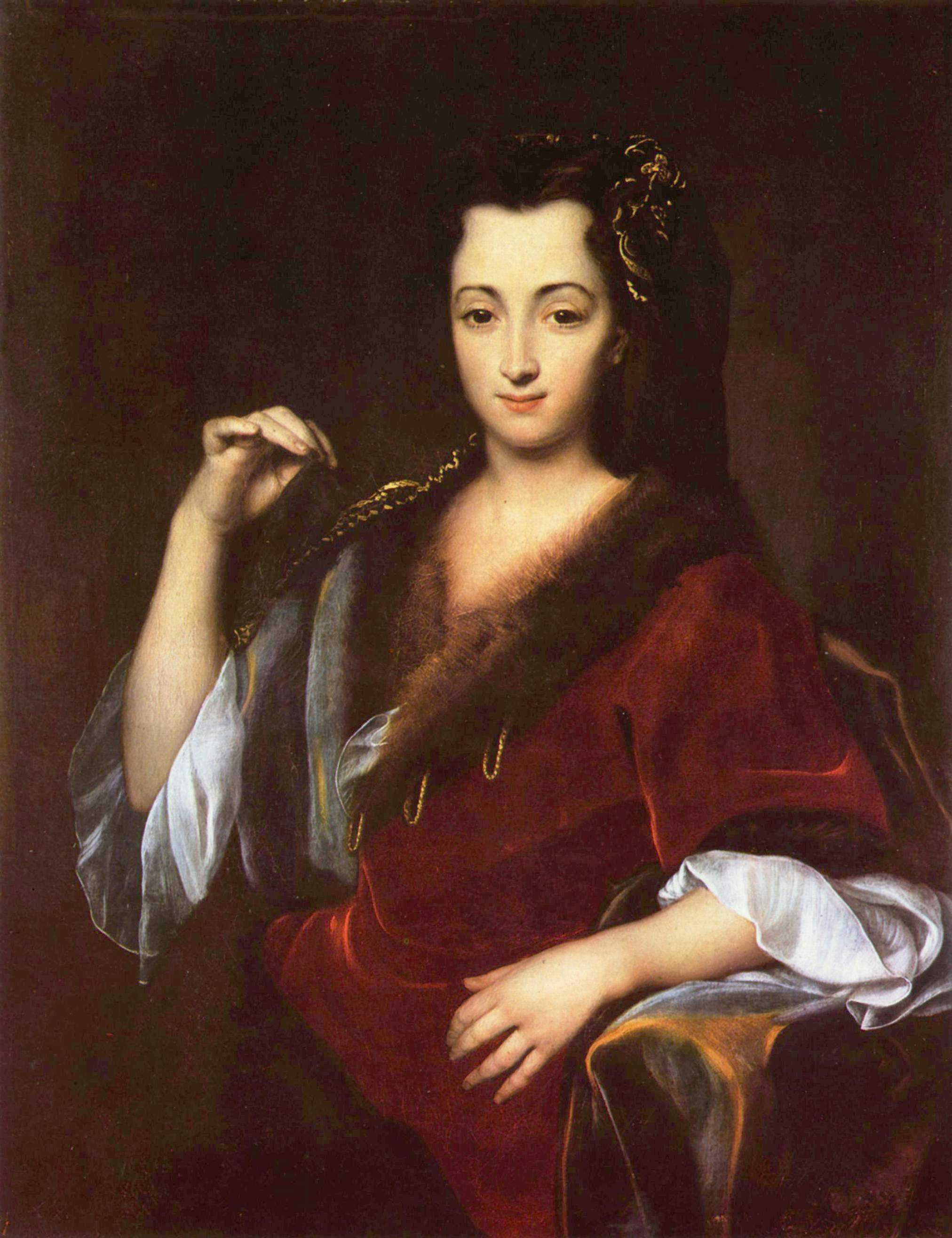
Porträt einer jungen Polin, um 1710, Herzog Anton Ulrich-Museum, Braunschweig
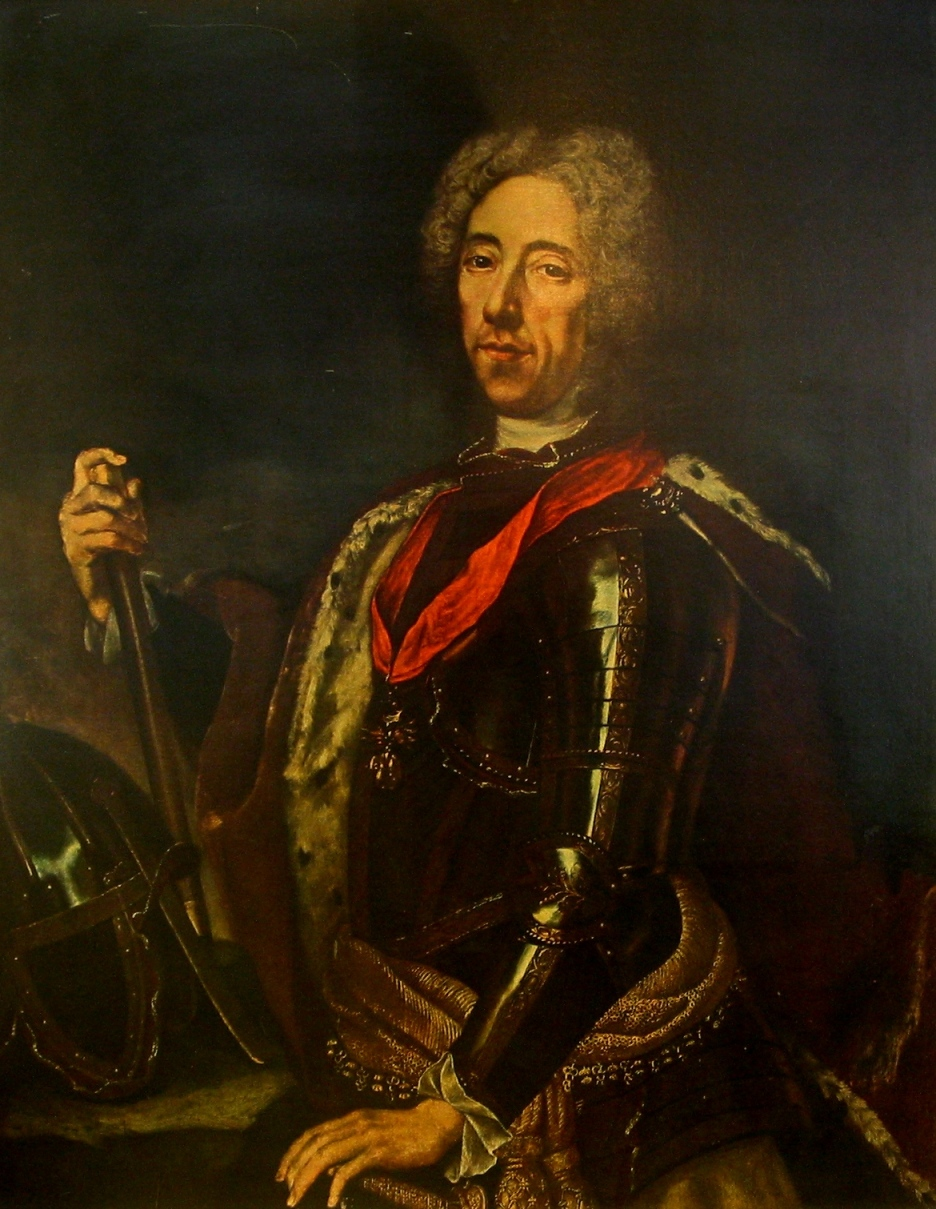
Porträt des Prinzen Eugen von Savoyen (Heeresgeschichtliches Museum, Wien).
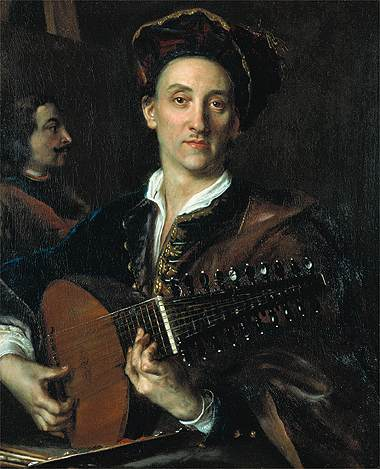
Porträt des Malers David Hoyer um 1716, Museum der bildenden Künste, Leipzig
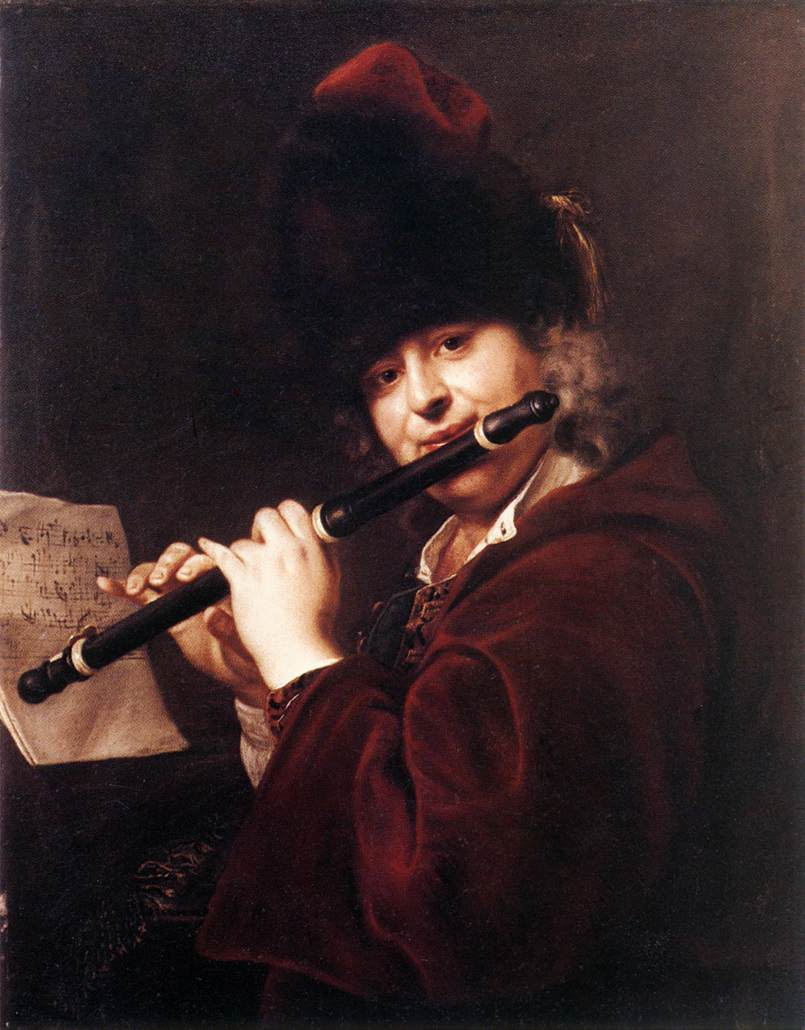
Porträt des Josef Lemberger

- Selbstbildnis an der Staffelei (Wien, Belvedere, Inv. Nr. 4939), 1709, Öl auf Leinwand, 94×75 cm
- Der Miniaturenmaler Karl Ferdinand Bruni (Prag, Národnì Galerie, Inv. Nr. O 2727), 1709, Öl auf Leinwand, 165×127 cm
- Die Schöne Polin (Braunschweig, Herzog Anton Ulrich-Museum), um 1710, Öl auf Leinwand, 95×76 cm
- Selbstbildnis (Berlin, Jagdschloss Grunewald), um 1710, Öl auf Leinwand 95×75 cm
- Franziska Wussin (Prag, Národnì Galerie), 1716, Öl auf Leinwand, 87×67 cm
- Porträt des Prinzen Eugen von Savoyen, um 1717, Öl auf Leinwand, 120 × 95 cm, (Wien, Heeresgeschichtliches Museum)[3][4]
- Porträt des Künstlers mit Frau und Sohn (Budapest, Szépművészeti Múzeum, Inv. Nr. 3922), 1718/19, Öl auf Leinwand, 113×91,2 cm
- Bildnis Adam Philipp Losy von Losinthal (Akademie der bildenden Künste Wien, Inv. Nr. GG-169) 1723, Öl auf Leinwand
- Porträt eines sinnenden Mannes (Sammlung Kooperativa, Wiener Städtische Versicherung), um 1730, Öl auf Leinwand, 80×100 cm
- Porträt eines Mannes mit Buch (Sammlung Kooperativa, Wiener Städtische Versicherung), um 1735, Öl auf Leinwand, 92×74 cm
- Herrenbildnis (Wien, Österreichische Galerie Belvedere), Öl auf Leinwand, 96×76 cm
- Selbstbildnis (Florenz, Uffizien), Öl auf Leinwand, 112×92 cm
- Bildnis des Leipziger Malers David Hoyer (Der Lautenspieler), (Maximilian Speck von Sternburg Stiftung im Museum der bildenden Künste Leipzig, Inv.-Nr. 1697), 1711/12, Öl auf Leinwand, 84 × 69,5 cm, unbez.[5]
- Büste des Kopetzky, von ihm selbst gemalt.
- Bildniss seines Sohnes Wilhelm, in halber Figur, auf einer Violine spielend.[6]